# Dósa Mária
Dósa Mária, férjezett nevén Berg Ottóné (Marosvásárhely, 1909. július 12. vagy 1914. július 4. – Budapest V. kerülete, 1980. október 13. vagy 1980. október 20.) opera-énekesnő (mezzoszoprán). Berg Ottó karmester második felesége.

## Élete
Tanulmányait a Zeneakadémián végezte, ahol dr. Székelyhidy Ferenc növendéke volt. Az 1937–38-as évadban az Operaház ösztöndíjasa. 1937. október 30-án Monteverdi Orfeuszának negyedik pásztoraként debütált. 1938 őszétől magánénekessé minősítették át.
A második világháború után a Horthy-rendszerben tanúsított antiszemita magatartásuk miatt férjével együtt szilenciumra ítélték, ill. Dósát a budapesti fellépésektől tiltották el. 1949-ben operai tagságát megszüntették. A következő években a Debreceni Csokonai Színházban szerepelt. 1957-ben térhetett vissza a budapesti Operába. 1964. augusztus 31-én nyugdíjba vonult, ám 1971-ig nyugdíjasként is rendszeresen fellépett, utoljára az Otello Emiliájaként.
Hangfajához illő szerepeit kiváló művészi átéléssel alakította. Halálát fulladás okozta.

## Szerepei
- Ádám Jenő: Mária Veronika – Egy hang
- Alekszandr Porfirjevics Borogyin: Polovec táncok – Polovec leány
- Benjamin Britten: Albert Herring – Mrs. Herring
- Pjotr Iljics Csajkovszkij: Jevgenyij Anyegin – Larina
- Léo Delibes: Lakmé – Mallika
- Erkel Ferenc: Bánk bán – Gertrud királyné
- Erkel Ferenc: Hunyadi László – Hunyadi Mátyás
- Farkas Ferenc: A bűvös szekrény – Harmadik odaliszk
- Friedrich von Flotow: Márta, avagy a richmondi vásár – Nancy
- Umberto Giordano: André Chénier –  Coigny grófné
- Christoph Willibald Gluck: Iphigenia Auliszban – Egy görög nő
- Christoph Willibald Gluck: Május királynője – Philinte
- Georg Friedrich Handel: Rodelinda – Hadwig, Beraric húga
- Horusitzky Zoltán: Báthory Zsigmond – Terézia
- Engelbert Humperdinck: Jancsi és Juliska – Jancsi
- Kodály Zoltán: Háry János – Mária Lujza
- Kókai Rezső: István király – Gizella
- Lehár Ferenc: Garabonciás – Harmadik cigánylány
- Liszt Ferenc: Krisztus-oratórium – 3. angyal
- Leevi Madetoja: Északiak – Liisa, Haari szolgája
- Claudio Monteverdi: Orfeusz – Negyedik pásztor
- Wolfgang Amadeus Mozart: A varázsfuvola – Harmadik fiú
- Wolfgang Amadeus Mozart: Figaro lakodalma – Második lány
- Modeszt Petrovics Muszorgszkij: Borisz Godunov – Kocsmárosné
- Jacques Offenbach: Hoffmann meséi – Miklós
- Poldini Ede: Farsangi lakodalom – A grófnő
- Poldini Ede: Himfy – Esterházy hercegné
- Giacomo Puccini: A köpeny – Szarka néni
- Giacomo Puccini: Angelica nővér –  Tanító nővér
- Giacomo Puccini: Pillangókisasszony – Suzuki
- Ottorino Respighi: Lucretia – Servia
- Lodovico Rocca: Ivnor hegye – Kuttarin
- Gioachino Rossini: A sevillai borbély – Berta
- Eugen Suchoň: Örvény – Zimoňka
- Johann Strauss jun.: A cigánybáró – Czipra
- Richard Strauss: Salome – Heródiás; Apród
- Giuseppe Verdi: Álarcosbál – Ulrica
- Giuseppe Verdi: La Traviata – Flora Bervoix
- Giuseppe Verdi: Aida – Amneris; Főpapnő
- Giuseppe Verdi: Falstaff – Mr. Quickly
- Giuseppe Verdi: Otello – Emilia
- Giuseppe Verdi: Simon Boccanegra – Amelia komornája
- Giuseppe Verdi: A trubadúr – Azucena
- Richard Wagner: A walkür – Fricka; Roßweisse; Schwertleite
- Richard Wagner: Istenek alkonya – Első norna
- Richard Wagner: Parsifal – III. viráglány
- Richard Wagner: Trisztán és Izolda – Brangäne